# Lei Sheng
Lei Sheng (雷声S, Léi ShēngP; Tientsin, 7 marzo 1984) è uno schermidore cinese.

## Palmarès
- Giochi olimpici

Londra 2012: oro nel fioretto individuale.
- Mondiali

Torino 2006: bronzo nel fioretto individuale.
San Pietroburgo 2007: bronzo nel fioretto individuale.
Parigi 2010: oro nel fioretto a squadre e argento nel fioretto individuale.
Catania 2011: oro nel fioretto a squadre.
Kazan 2014: argento nel fioretto a squadre.
Mosca 2015: bronzo nel fioretto a squadre.
- Universiadi

Shenzen 2011: oro nel fioretto a squadre e argento nel fioretto individuale.